# Geminata
Geminata – spółgłoska podwojona, np. w polskim wyrazie manna. W niektórych ujęciach nazwą tą określa się również podwójne lub długie samogłoski.
Geminaty w różnych językach są wymawiane 1,5–3 razy dłużej od swoich pojedynczych odpowiedników. Między samymi użytkownikami danego języka wymowa tej samej geminaty może się kilkukrotnie różnić. W jednym badaniu wymowa geminaty w słowie wwozić trwała u różnych osób od 120 ms do 309 ms, a średnio geminata ta była 2,5 raza dłuższa od pojedynczego] [v] (odpowiednio 190 ms i 71 ms).
Między innymi w języku czeskim podwójny zapis litery oznaczającej spółgłoskę oznacza w istocie pojedynczą spółgłoskę w wymowie. Natomiast w języku niemieckim podwojenie takiej litery oznacza ponadto krótką wymowę poprzedzającej samogłoski. Geminaty zapisuje się w pisowni fonetycznej IPA analogicznie jak samogłoski długie: [penːe]. 
W języku arabskim geminacja jest fonemiczna i oznaczana znaczkiem szadda (przypominającym grecką omegę) nad literą, np. falah (ﻔﻼﺢ) „dobrobyt” i fallah (ﻓﻼّﺢ) „rolnik”.

## Geminacja w języku polskim
Geminacja występuje dla różnych spółgłosek, m.in.:
- nosowych: wanna, manna, konno, henna, marzanna, hosanna, inny,
- zwartych: lekki, poddać,
- szczelinowych: hossa, lasso,
- aproksymantach: allel, allofon, straciatella, organellum,
- drżących: arras.

Jest też zachowana w wielu wyrazach obcych, np. Emma, Zorro (imiona), netto, brutto, lotto.
W języku polskim geminaty mogą mieć podłoże w reprezentacji głębokiej, jak i powstawać na granicach morfemów i klityk.
Geminaty przez rodzimych użytkowników języka polskiego wymawiane są jako wydłużone wersje pojedynczych spółgłosek lub jako dwie kolejno wymawiane spółgłoski. Ta druga opcja jest rzadsza, występując głównie w wymowie szczególnie starannej, np. w czasie dyktowania. Może też pojawiać u osób poznających język polski w postaci pisanej. Wymowa podwójna częściej spotykana jest też w przypadku, gdy geminatami są afrykaty. Gdy geminata będąca afrykatą wymawiana jest jako jedna spółgłoska, wydłużona jest część zwarta, W ten sposób „ćć” może być wymawiane [tːɕ] lub [tɕtɕ]. Wymowa zdegeminowana, jako pojedynczej spółgłoski, występująca częściej w dialekcie wielkopolskim i śląskim, była w drugiej połowie XX wieku uznawana za niepoprawną dla polszczyzny.
Jeżeli dwie identyczne spółgłoski znajdują się na końcu tematu polskiego wyrazu, zwykle tylko druga z nich ulega zmiękczeniu: panna – pannie, getto – getcie. Jednocześnie wymianie ulegają obie spółgłoski: Jagiełło – Jagielle.
Geminacja potrafi być cechą dystynktywną, tzn. wpływać na znaczenie słowa, np. leki – lekki, pana (M. pan) – panna, gama – gamma. Potrafi pojawić się w nagłosie (na początku) sylaby, np. w słowie ssak.